# Bora

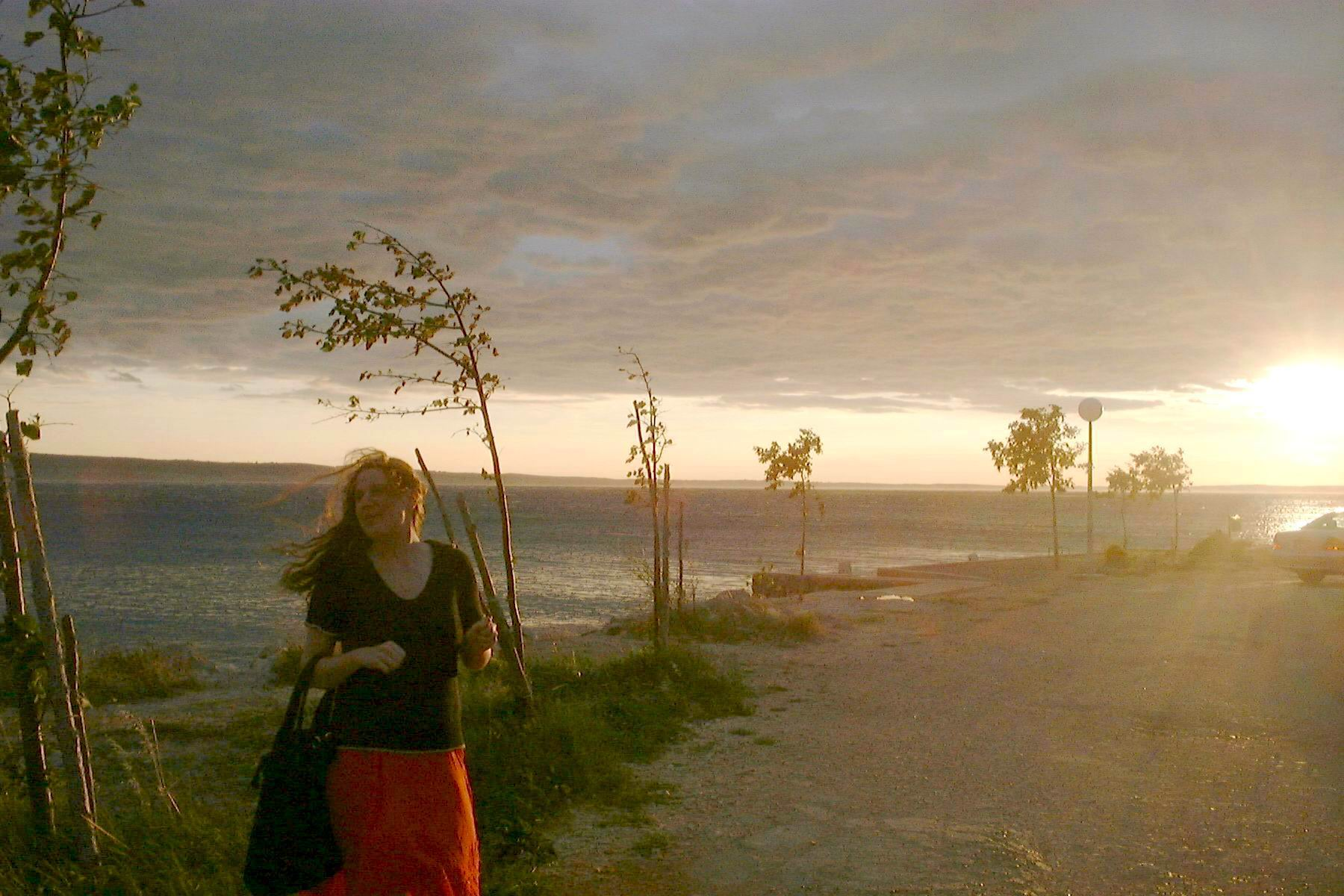
Bora w Chorwacji

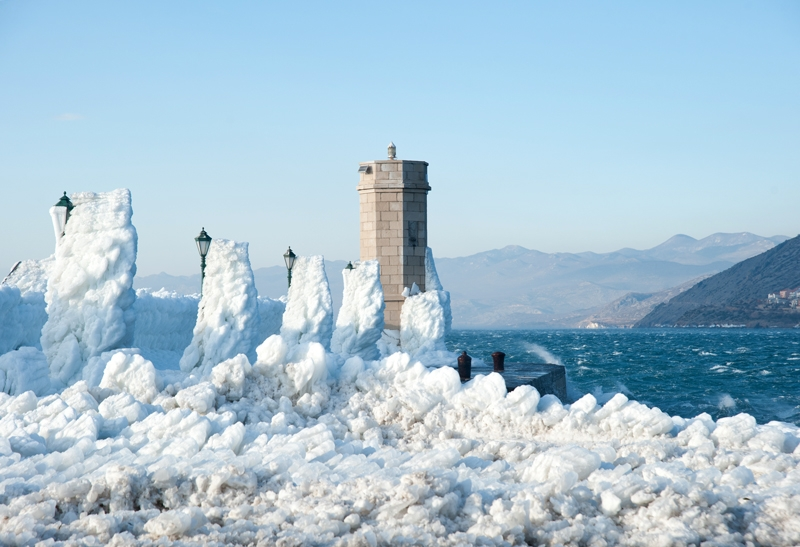
Bora w Senju

Bora (z gr. boréas – wiatr północny) – chłodny, suchy i porywisty wiatr katabatyczny, powodujący spadek wilgotności.
Występowanie:
- chorwackie wybrzeże Adriatyku (jako bura, w Słowenii burja)
- Grecja (jako euroclydon)
- Francja, dolina Rodanu (jako mistral)
- USA, Kalifornia
- Włochy, Triest

Powstaje najczęściej zimą, gdy nad lądem tworzy się ośrodek wysokiego ciśnienia, a nad morzem przeważa ciśnienie niskie. Zimne powietrze gromadzi się za Górami Dynarskimi, później przekracza barierę górską i opada w stronę wybrzeża. Stąd nazwa ta, a dokładniej bora scura (bora ciemna), używana jest na włoskim wybrzeżu południowego Adriatyku dla określenia chłodnego i wilgotnego wiatru wiejącego od strony morza.
Podobne wiatry występują również w innych górach Europy i ogólnie nazywane są wiatrami typu bora. Przykładem mogą być tu:
- euroclydon w Grecji,
- helm w Anglii.
- gregale na Malcie.